# Винтербах (Ремстал)
Винтербах (њем. Winterbach) општина је у њемачкој савезној држави Баден-Виртемберг. Једно је од 31 општинског средишта округа Ремс-Мур. Према процјени из 2010. у општини је живјело 7.709 становника. Посједује регионалну шифру (AGS) 8119086.

## Географски и демографски подаци
Винтербах се налази у савезној држави Баден-Виртемберг у округу Ремс-Мур. Општина се налази на надморској висини од 258 метара. Површина општине износи 17,1 km². У самом мјесту је, према процјени из 2010. године, живјело 7.709 становника. Просјечна густина становништва износи 450 становника/km².

## Међународна сарадња
| Мјесто    | Држава   | Врста сарадње | Од    |
| --------- | -------- | ------------- | ----- |
| Глајсдорф | Аустрија | партнерство   | 1961. |
| Извор     |          |               |       |